# Arno von Rehbinder
Arno von Rehbinder (* 9. Oktober 1879 in Königsberg, Ostpreußen; † 27. Juli 1957 in Berlin) war Rechtsanwalt und als Mitglied der Deutschen Zentrumspartei Abgeordneter des Reichstags.

## Leben
Nach dem Besuch des Gymnasiums in Königsberg studierte Rehbinder dort an der Universität Königsberg Rechtswissenschaften und nahm nach dem Referendars- und Assessordienst dort ab 1910 eine Arbeit als Rechtsanwalt auf. 1918 wechselte er nach Berlin und arbeitete dort als Bankier. Nach 1933 betätigte er sich wieder als Anwalt in Berlin.

## Politisches Leben
In Berlin schloss sich der aktive Protestant Rehbinder angesichts der antiklerikalen Politik des preußischen USPD-Kultusministers Adolph Hoffmann der katholischen Zentrumspartei an.
Diese versuchte nach der Novemberrevolution, gegen eine drohende Herrschaft der marxistisch und damit auf die Trennung von Kirche und Staat orientierten SPD und USPD eine interkonfessionelle christliche Volkspartei zu schaffen. Dazu legte das Zentrum vielerorts seinen Namen ab und ersetzte ihn durch „Christliche Volkspartei“. Es schuf auch Anfang Januar 1919 in Berlin den „Bund christlicher Demokraten. Evangelischer Zweigverein der Zentrumspartei“. Geführt von evangelischen Theologen und Vertretern des Berliner protestantischen Bürgertums versuchte dieser, die beträchtlichen antikatholischen Vorurteile im deutschen Protestantismus zu bekämpfen und für eine interkonfessionelle Partei zu werben, die für die deutsche Demokratie und Republik eintrat. Doch das Zusammengehen mit den Katholiken und die Ablehnung der Monarchie ließ den „Bund christlicher Demokraten“ innerhalb des Protestantismus schärfste Ablehnung erfahren, so dass er über erfolgversprechende Anfänge nicht hinauskam und 1920 aufgelöst wurde.
Rehbinder war eine führende Person in diesem Bund und war als evangelischer Zentrumsabgeordneter 1919/20 Stadtverordneter in Berlin. 1920 wurde er als einziger Protestant in den Landesausschuss (Landesvorstand) der Zentrumspartei gewählt, ab 1924 gehörte er dann dem Reichsparteiausschuss (Reichsvorstand) an.
Am 7. März 1921 kam von Rehbinder als Nachrücker auf der Reichsliste der Zentrumspartei wegen der Nachwahlen vom 20. Februar bis 1924 in den 2. Reichstag, wodurch er erster evangelischer Reichstagsabgeordneter der Zentrumspartei wurde. Zugleich wurde er 1921 in den Preußischen Landtag gewählt, doch zur Vermeidung eines Doppelmandats nahm er diese Wahl nicht an.